# Puchar Sześciu Narodów Kobiet 2015
Puchar Sześciu Narodów Kobiet 2015 – czternasta edycja Pucharu Sześciu Narodów Kobiet, międzynarodowych rozgrywek w rugby union dla żeńskich reprezentacji narodowych. Zawody odbyły się w dniach 6 lutego 2015 – 22 marca 2015 roku, a zwyciężyła w nich reprezentacja Irlandii.
Wliczając turnieje w poprzedniej formie, od czasów Home Internal Championship i Pucharu Pięciu Narodów, była to dwudziesta edycja tych zawodów.

## Mecze
| 6 lutego 201519:00 | Włochy | 5:30 | Irlandia | Stadio Mario Lodigiani, Florencja |
| 6 lutego 201519:00 |        | 5:30 |          | Stadio Mario Lodigiani, Florencja |

| 7 lutego 201514:00 | Francja | 42:0 | Szkocja | Stade Henri Desgrange, La Roche-sur-Yon Widzów: 5000 |
| 7 lutego 201514:00 |         | 42:0 |         | Stade Henri Desgrange, La Roche-sur-Yon Widzów: 5000 |

| 8 lutego 201514:30 | Walia | 13:0 | Anglia | St. Helens Ground, Swansea |
| 8 lutego 201514:30 |       | 13:0 |        | St. Helens Ground, Swansea |

| 13 lutego 201519:30 | Irlandia | 5:10 | Francja | Ashbourne RFC, Ashbourne Widzów: 1000 |
| 13 lutego 201519:30 |          | 5:10 |         | Ashbourne RFC, Ashbourne Widzów: 1000 |

| 14 lutego 201517:00 | Szkocja | 3:39 | Walia | Broadwood Stadium, Cumbernauld |
| 14 lutego 201517:00 |         | 3:39 |       | Broadwood Stadium, Cumbernauld |

| 15 lutego 201514:00 | Anglia | 39:7 | Włochy | Twickenham Stoop, Londyn Widzów: 3002 |
| 15 lutego 201514:00 |        | 39:7 |        | Twickenham Stoop, Londyn Widzów: 3002 |

| 27 lutego 201519:30 | Irlandia | 11:8 | Anglia | Ashbourne RFC, Ashbourne Widzów: 2000 |
| 27 lutego 201519:30 |          | 11:8 |        | Ashbourne RFC, Ashbourne Widzów: 2000 |

| 27 lutego 201520:55 | Francja | 28:7 | Walia | Stade de Sapiac, Montauban Widzów: 9232 |
| 27 lutego 201520:55 |         | 28:7 |       | Stade de Sapiac, Montauban Widzów: 9232 |

| 1 marca 201513:00 | Szkocja | 8:31 | Włochy | Broadwood Stadium, Cumbernauld |
| 1 marca 201513:00 |         | 8:31 |        | Broadwood Stadium, Cumbernauld |

| 13 marca 201519:35 | Anglia | 42:13 | Szkocja | Northern Echo Arena, Darlington |
| 13 marca 201519:35 |        | 42:13 |         | Northern Echo Arena, Darlington |

| 14 marca 201518:00 | Włochy | 17:12 | Francja | Nuovi impianti sportivi comunali, Badia Polesine |
| 14 marca 201518:00 |        | 17:12 |         | Nuovi impianti sportivi comunali, Badia Polesine |

| 15 marca 201512:00 | Walia | 0:20 | Irlandia | St. Helens Ground, Swansea |
| 15 marca 201512:00 |       | 0:20 |          | St. Helens Ground, Swansea |

| 21 marca 201518:30 | Włochy | 22:5 | Walia | Stadio Plebiscito, Padwa Widzów: 3500 |
| 21 marca 201518:30 |        | 22:5 |       | Stadio Plebiscito, Padwa Widzów: 3500 |

| 21 marca 201519:20 | Anglia | 15:21 | Francja | Twickenham Stadium Londyn |
| 21 marca 201519:20 |        | 15:21 |         | Twickenham Stadium Londyn |

| 22 marca 201513:00 | Szkocja | 3:73 | Irlandia | Broadwood Stadium, Cumbernauld |
| 22 marca 201513:00 |         | 3:73 |          | Broadwood Stadium, Cumbernauld |